# Hr.Ms. Isabel (1941)
De Hr.Ms. Isabel (FY 896) was een Nederlandse hulpmijnenveger. Het schip was gebouwd als IJM 14 door de Britse scheepswerf Mackie & Thomson te Glasgow. In mei 1940 wist het schip te vluchten naar het Verenigd Koninkrijk, waar het in 1941 gevorderd werd door de Nederlandse marine en omgebouwd tot hulpmijnenveger
De Isabel maakt deel uit van de 160ste mijnenvegergroep in Milford Haven. Andere schepen die onderdeel vormen van deze groep zijn Bruinvisch, Dolfijn Maria Elizabeth. De 160ste mijnenvegersgroep is verantwoordelijk voor het opruimen van op drift geslagen mijnen.
Na de uit dienst stelling van de Isabel in 1944 werd het schip overgedragen aan de Britse marine.